# إتش. روي ويلر
إتش. روي ويلر هو سياسي أمريكي، ولد في 14 نوفمبر 1904، وتوفي في 1978.